# Hapoel Haifa Football Club
O Hapoel Haifa Football Club (em hebraico, מועדון כדורגל הפועל חיפה) é um clube israelense de futebol com sede em Haifa. Fundada em 1924 e foi a primeira a pertencer a uma associação Hapoel em Israel. O estádio onde joga os seus jogos em casa é o Estádio Sammy Ofer, com capacidade para 14.002 pessoas.

## Títulos

### Nacionais
- Campeonato Israelense de Futebol: 1 vez (1999).
- Copa do Estado de Israel: 4 vezes (1963, 1966, 1974 e 2018).
- Copa Toto: 2 vezes (2001, 2013).
- Supercopa de Israel: 1 vez (2018)
- Copa da década: 1 vez (1958}.